# Minden (Luisiana)
Minden es una ciudad ubicada en la parroquia de Webster en el estado estadounidense de Luisiana. En el Censo de 2010 tenía una población de 13082 habitantes y una densidad poblacional de 333,73 personas por km².

## Geografía
Minden se encuentra ubicada en las coordenadas 32°37′9″N 93°16′22″O / 32.61917, -93.27278. Según la Oficina del Censo de los Estados Unidos, Minden tiene una superficie total de 39.2 km², de la cual 38.76 km² corresponden a tierra firme y (1.11%) 0.44 km² es agua.

## Demografía
Según el censo de 2010, había 13082 personas residiendo en Minden. La densidad de población era de 333,73 hab./km². De los 13082 habitantes, Minden estaba compuesto por el 46.18% blancos, el 51.68% eran afroamericanos, el 0.21% eran amerindios, el 0.32% eran asiáticos, el 0.01% eran isleños del Pacífico, el 0.39% eran de otras razas y el 1.22% pertenecían a dos o más razas. Del total de la población el 1.4% eran hispanos o latinos de cualquier raza.